# Homoneura mediofasciata
Homoneura mediofasciata är en tvåvingeart som beskrevs av Kim 1994. Homoneura mediofasciata ingår i släktet Homoneura och familjen lövflugor. Inga underarter finns listade i Catalogue of Life.